# Wiropłat
Wiropłat – aerodyna zdolna do latania dzięki istnieniu siły nośnej na wirujących płatach nośnych. Odróżniana od stałopłatu.
Rodzaje wiropłatów:
- śmigłowiec
- wiatrakowiec
- wiroszybowiec
- cyklokopter